# Проблем више тела
Проблем више тела (енгл. the many-body problem) је термин који се користи за велику категорију проблема у физици који се односе на својства микроскопских система направљених од великог броја честица у интеракцији.

## Примери
- Бозе-Ајнштајнов кондензат
- Суперфлуиди
- Квантна хемија
- Атомска физика
- Молекуларна физика
- Нуклеарна физика
- Квантна хромодинамика